# Goričice Dobranske
Goričice Dobranske – wieś w Chorwacji, w żupanii karlowackiej, w gminie Generalski Stol. W 2011 roku liczyła 47 mieszkańców.